# Herbert Olivecrona
Herbert Axel Olivecrona (ur. 11 lipca 1891 w Visby, zm. 18 stycznia 1980 w Sztokholmie) – szwedzki lekarz neurochirurg. Brat Karla Olivecrony.
W 1935 został mianowany profesorem neurochirurgii w Instytucie Karolinska, które to stanowisko piastował aż do przejścia na emeryturę w 1960 roku.